# Monteiasi
Monteiasi (Muntiase in dialetto locale) è un comune italiano di 5 196 abitanti della provincia di Taranto in Puglia. Geograficamente rientra nella subregione del Salento.

## Geografia fisica

### Territorio
Localizzato a nord-est di Taranto, il comune si trova nella zona settentrionale della penisola salentina, a sud delle Murge tarantine orientali a un'altitudine di circa 47 m s.l.m. Il territorio si estende in una piana tra i comuni di San Giorgio Ionico e Carosino a sud, Grottaglie e Montemesola situati più a nord. 
Monteiasi rientra nella c.d. "zona sismica 4", classificata a "pericolosità sismica molto bassa", laddove le possibilità di eventi tellurici di rilievo sono esigue e l'accelerazione con probabilità di superamento del 10% in 50 anni si attesta a valori di <0,05g.

### Clima
A Monteiasi si riscontra un clima caldo e temperato, tipico della macchia mediterranea, contraddistinto da inverni miti ed estati torride e secche.

## Origini del nome
Molteplici e variegate sono le interpretazioni circa l'etimologia del nome, che, tuttavia, non trovano riscontri documentali a testimonianza delle tesi sostenute.

Secondo l'opinione più accreditata, il termine "Monteiasi" deriva dal composto greco monos tiasos (letteralmente "zona sacra"), poiché nelle campagne circostanti sono stati rinvenuti vari frammenti di statuette votive utilizzate nel culto di Dionisio, dio del vino e delle feste.
Altre interpretazioni puntualizzano che per Tiasì si intende una sequela di danze frenetiche eseguite dagli agricoltori locali in onore del dio Bacco, col passare del tempo, i predetti balli saranno stati associati alla Taranta. A giudizio di altri storici, invece, il toponimo deriverebbe dalla devozione verso san Biagio, mons Blasi ("monte di Biagio"). Ulteriori fonti ancora fanno risalire l'etimo alla morfologia del territorio, propendendo per inter montes ("tra i monti"), giacché il centro abitato si adagia tra le modeste alture dove sorgono Montemesola, Monteparano e Grottaglie.
Le sue origini dell'insediamento sono riconducibili alla masseria denominata "Palummara", situata ad ovest del paese, che testimonia, attraverso un articolato complesso archeologico, la presenza umana che si dipana dal Neolitico fino all'epoca della conquista romana, componendo un mosaico archeologico di straordinaria suggestione.

## Storia
Testimonianze per lo più frammentarie e lacunose, costituite da reperti emersi nel corso di scavi condotti in epoche e località diverse, consentono di ricostruire, seppur con molta approssimazione, il passato del comune ionico. A tal proposito, di notevole ausilio si è rivelata la scoperta, avvenuta nell'anno 2006, di una piccola necropoli risalente al IV-III secolo a.C., permettendo - così - di sussumere che l'origine dell'abitato è da ascriversi all'età magnogreca.
Nel 1280 i cavalieri reali Natoli presero parte alla campagna intrapresa da Carlo I d'Angiò, al quale erano legati da vincoli di sangue, per la conquista del regno che appartenne a Federico II di Svevia. Discendenti da una secolare stirpe di condottieri di origine normanna, essi trassero il proprio nome dal castello di Nantouillet (anticamente Nantoletium), ubicato nei pressi di Parigi, e assegnato loro dai primi sovrani capetingi nel IX secolo. I milites si distinsero valorosamente  in battaglia, e, per alti meriti militari, ottennero vasti possedimenti in diverse regioni d'Italia direttamente da re Carlo I d'Angiò, tra cui in Sicilia, Campania, Toscana e in Puglia, ove un ramo della famiglia si trasferì. Nel corso del tempo, la famiglia modificò il proprio cognome da de Nanteuil (ovvero di Natoli) a Landoglia sino a divenire dell'Antoglietta. In particolare, ad Enrico Landoglia furono assegnate terre dell'attuale Salento, nello specifico il versante orientale dell'odierna provincia di Taranto.
Nel decennio compreso tra il 1461 e il 1470, Giorgio Castriota Scanderbeg, illustre principe di Kruja e baluardo della resistenza albanese contro l’avanzata ottomana, inviò un contingente di cinquemila armati al comando del nipote Coiro Stresio in soccorso di re Ferdinando I d’Aragona, impegnato nella contesa contro Giovanni d’Angiò per il controllo del Regno di Napoli. In segno di gratitudine per l’ausilio ricevuto, il sovrano aragonese concesse a tali milizie e alle loro famiglie il diritto di stanziarsi stabilmente nei casali devastati appartenuti a Giovanni Orsini, Principe di Taranto.
Erardo (Erard de Nanteuil) fu il primo della stirpe dei Landoglia ad essere elevato barone di Fragagnano, nella cui giurisdizione ricadeva un Parcus Tabernae di epoca tardoantica, antica stazione di rifornimento affidata all'Ordine dei Cavalieri di San Giovanni. A definire il ruolo dei Landoglia-Antoglietta provvede l'arcivescovo di Taranto Lelio Brancaccio che, fra il 27 aprile e il 13 maggio 1578, compì una visita pastorale ove attestò che la baronessa Geronima Delli Monti, vedova dell'ottavo barone Francesco Antonio Landoglia (il primo della sua famiglia a fregiarsi del nome "dell'Antoglietta"), avesse dato inizio alla costruzione del casale. Il barone Francesco Antonio aveva legato al suo erede Diofebo, figlio di primo letto, i territori corrispondenti agli odierni comuni di Fragagnano, San Marzano di San Giuseppe, Monteparano, Carosino, Roccaforzata, mentre a Giovan Tomaso, figlio della baronessa Delli Monti, conferì il casale di Montijasum. In tal veste, Giovan Tomaso figura nella relazione di Monsignor Lelio Brancaccio, che registra - altresì - la presenza di circa ottanta anime.
Nel XVI secolo si verificò la seconda ondata di immigrazione albanese, allorché la nobile famiglia dei Landoglia-dell'Antoglietta, originariamente Natoli o de Nanteuil, concesse loro di stabilirsi nel paese. Da tale insediamento ebbe luogo il popolamento del casale detto "Montijasum".
Gli esuli schipetari, cristiani di rito greco, furono costretti ad abbandonare la madrepatria, date le incessanti minacce provenienti dall'Impero Ottomano, di fede islamica. Di conseguenza, la zona conobbe un vistoso incremento demografico, e la presenza della comunità albanese risulta ampiamente documentata nelle cronache coeve. Tracce di quel periodo sopravvivono soltanto nella Foc'ra, solenne manifestazione che si rinnova ogni anno nel mese di marzo, contraddistinta da sontuose tavolate, da un grande falò e dai fuochi pirotecnici in onore di San Giuseppe, patrono dei falegnami.
Alla fine del suddetto secolo, tuttavia, le autorità ecclesiali di Taranto proibirono la celebrazione di qualsiasi rito greco, sancendo l'adozione progressiva del rito romano. In seguito a tale divieto, gli immigrati albanesi si videro costretti ad emigrare nuovamente, ne derivò un decremento demografico della comunità, mentre la comunità albanese del paese si estinse.
Monteiasi, come i comuni di Carosino, San Crispieri, Faggiano, Montemesola, Monteparano, Roccaforzata e San Giorgio Jonico, ha perso la propria identità albanofona. Solo San Marzano di San Giuseppe ha mantenuto la cultura arbëreshe dei comuni che appartenevano all'Arberia tarantina.
A Giovan Tomaso dell'Antoglietta succedette Pompeo. Livia, figlia di quest'ultimo, andò in sposa al nobile di Taranto, Carlo Ungaro. Con questa unione si estinse il ramo della famiglia dell'Antoglietta.
La cittadina di Monteiasi, insieme a Roccaforzata e Villa Castelli, fu feudo degli Ungaro, prima baroni e poi duchi, con Carlo Crocifisso Ungaro, nato nel 1786 dal barone Gioacchino Ungaro e dalla nobile napoletana Teresa Borgia, per titolo concesso dal re Ferdinando IV, per gli alti servigi prestati alla corona.
Nell'opera "Quadro storico-politico degli atti del governo de' domini al di qua e al di là del faro ovvero Legislazione positiva del Regno delle Due Sicilie dal 1806 a tutto il 1840", pubblicata nel 1840 da Francesco Dias, uffiziale di carico nel Real Ministero di Stato delle Finanze, definisce Montejasi "comune nel circondario di Grottaglie distretto e diocesi di Taranto in Terra di Otranto; la sua popolazione è di millecentotrentacinque abitanti".
Successivamente all'Unità d'Italia, Monteiasi fu inserita nel circondario di Taranto appartenente alla provincia della Terra d'Otranto; con la legge del 1865, che sancì l'abolizione della forma amministrativa del decurionato, il comune elesse per la prima volta il consiglio. Con decreto del Regno d´Italia 2 settembre 1923 n. 1911, fu istituita la provincia di Taranto cui vennero annessi tutti i comuni già ricompresi nel medesimo circondario, tra i quali anche Monteiasi.
Nel 1938 l'introduzione della corrente elettrica inaugurata dall'allora primo cittadino, Michele Prete (nonno di Salvatore, terzultimo sindaco), si segnò un radicale mutamento nello stile di vita della cittadinanza, giacché, per secoli, abituata al lume di candela e alle lampade a petrolio.
In occasione dell'ultimo conflitto mondiale (1939-1945), il paese subì numerose evacuazioni, adottate per prevenire danni mortali cagionati da bombardamenti aerei. Di particolare rilevanza fu la figura del sacerdote monteiasino Antonio Nigro (1919-2011), il cui opuscolo, "Rimozione Coatta", costituisce un prezioso excursus storico su Monteiasi durante il secondo conflitto mondiale. Inoltre, l'ecclesiastico fece da anello di congiunzione tra le milizie italiane e quelle anglo-americane, le quali stanziavano a soli 2 km dal paese, con le campagne circostanti disseminate di tende. In tale contesto, per potenziare le misure di sicurezza, si decise di espletare le opere difensive lungo il perimetro urbano, tra cui una muraglia, un bunker e casematte in conglomerato cementizio nei pressi della Masseria Taverna, posizionate in luoghi strategici di accesso al paese, alcune delle quali sono tuttora parzialmente visibili.
Alla fine degli anni '50 furono inaugurate via Verdi, via Rinascita, via Mascagni, mentre si ultimarono i lavori di ampliamento di via Roma e via Marconi.
Negli anni '60 si concentrarono gli interventi edilizi attorno alla nuova Circonvallazione artiglieria denominata "Viale Alcide De Gasperi", che collega via Roma alla SP in direzione Montemesola, attraversando la zona di un antico canale.
Sempre nel corso di questi decenni, furono avviati i lavori  per l'espansione della parte ovest del paese, nelle zone di Fattizzone e Benefici, territori appartenenti al comune di San Giorgio Jonico, e successivamente permutati, il cui confine era segnato da un canale naturale, l'attuale via De Gasperi.
Il 27 aprile 2002 Elisa Springer, sopravvissuta allo sterminio nazista, prese parte a un incontro presso l'aula consiliare del paese, dove presentò la propria opera autobiografica Il silenzio dei vivi. Al termine della presentazione, in segno di profonda stima e riconoscenza, le fu conferita la cittadinanza onoraria. In tale opera, la scrittrice di fede ebraica rievoca con toccante lucidità gli orrori vissuti nei campi di concentramento di Auschwitz e Bergen Belsen, dove ebbe modo di conoscere Anna Frank.
Il 25 settembre 2005 la comunità di Monteiasi fu profondamente scossa dall’omicidio del Carabiniere Scelto Angelo Spagnulo, deceduto eroicamente presso la stazione di servizio del paese, gestita dai suoi familiari. Nonostante fosse inabile a causa di una frattura alla gamba, Angelo non esitò a intervenire per sventare un tentativo di rapina messo in atto da un clan mafioso affiliato alla Sacra Corona Unita, noto come Gli Irriducibili, guidati da Mario Vecchio di San Marzano. Nel momento in cui uno dei malviventi tentò di importunare una ragazza, Angelo si qualificò come carabiniere e agì per proteggerla. La sua azione scatenò la brutale reazione di uno dei rapinatori, che aprì il fuoco con un fucile, togliendogli tragicamente la vita. Per il coraggio dimostrato e per l’estremo sacrificio compiuto in ossequio alla legalità, gli fu conferita la Medaglia d’Oro al Valor Civile alla memoria. Nel 2017, la Villa Comunale di Monteiasi è stata intitolata in suo onore, affinché il suo nome e il suo esempio continuino a vivere nel ricordo della comunità.
Nel 2006, a seguito dell'insediamento del complesso industriale dell'Alenia, nei terreni finitimi all'aeroporto di Grottaglie, si registrarono sensibili mutazioni del suolo, segnati dall'espianto di centinaia di maestosi ulivi secolari.

### Simboli
Lo stemma e il gonfalone del Comune di Monteiasi sono stati ufficialmente concessi con Decreto del Presidente della Repubblica in data 21 marzo 1997.
Lo stemma di Monteiasi raffigura uno scudo dallo sfondo azzurro, in cui si ergono tre colli verdi: Monteparano, Monteiasi e Montemesola (da sinistra verso destra). Al di sopra di costoro, sovrastano tre stelle dorate a cinque punte. Lo scudo è sormontato da una corona turrita e racchiuso da due ramoscelli, uno di ulivo (dal lato sinistro) e l'altro di quercia (dal lato destro), legati fra loro da un fiocco tricolore.

Il gonfalone del Comune è costituito da un drappo di colore rosso bordato di giallo.
I colori caratterizzanti la cittadina ionica, non solo a livello sportivo, sono il giallo e il rosso.

## Monumenti e luoghi d'interesse

### Architetture militari
Tra la fine del XV secolo e i primi decenni del XVI, una porzione del territorio fu interessata dalla presenza dei Cavalieri di Malta. A testimoniare la presenza dei monaci guerrieri è l'antico Parcus Tabernae, da cui l'attuale Barco Taverna, nella periferia ovest del centro abitato. Lo spostamento dei cavalieri di Malta dalla sede iniziale posta in Terra santa provocò delle modifiche alle tratte marittime percorse, con l'abbandono del porto di Brindisi e l'attivazione di nuovi rapporti con quello di Taranto. Il Barco costituì un importante avamposto militare per la difesa e il controllo del territorio, nonché di raccolta e trasformazione dei prodotti agricoli da inviare, tramite il tratturo S. Giovanni-Mar Piccolo, al molo detto dei Battendieri (da cui l'omonima contrada), ove avveniva il carico sulle imbarcazioni. La struttura, nata come stazione di posta fin dal tardo Impero romano, dagli inizi del XVI secolo diviene stazione dei cavalieri di Malta. Il Barco, insieme all'altra masseria divenuta poi Casale e successivamente Palazzo Ducale rappresentano i primi nuclei abitativi del paese e della comunità di Monteiasi. La struttura è attualmente di proprietà privata ed è prospiciente sulla Chiesa Matrice.

### Architetture religiose

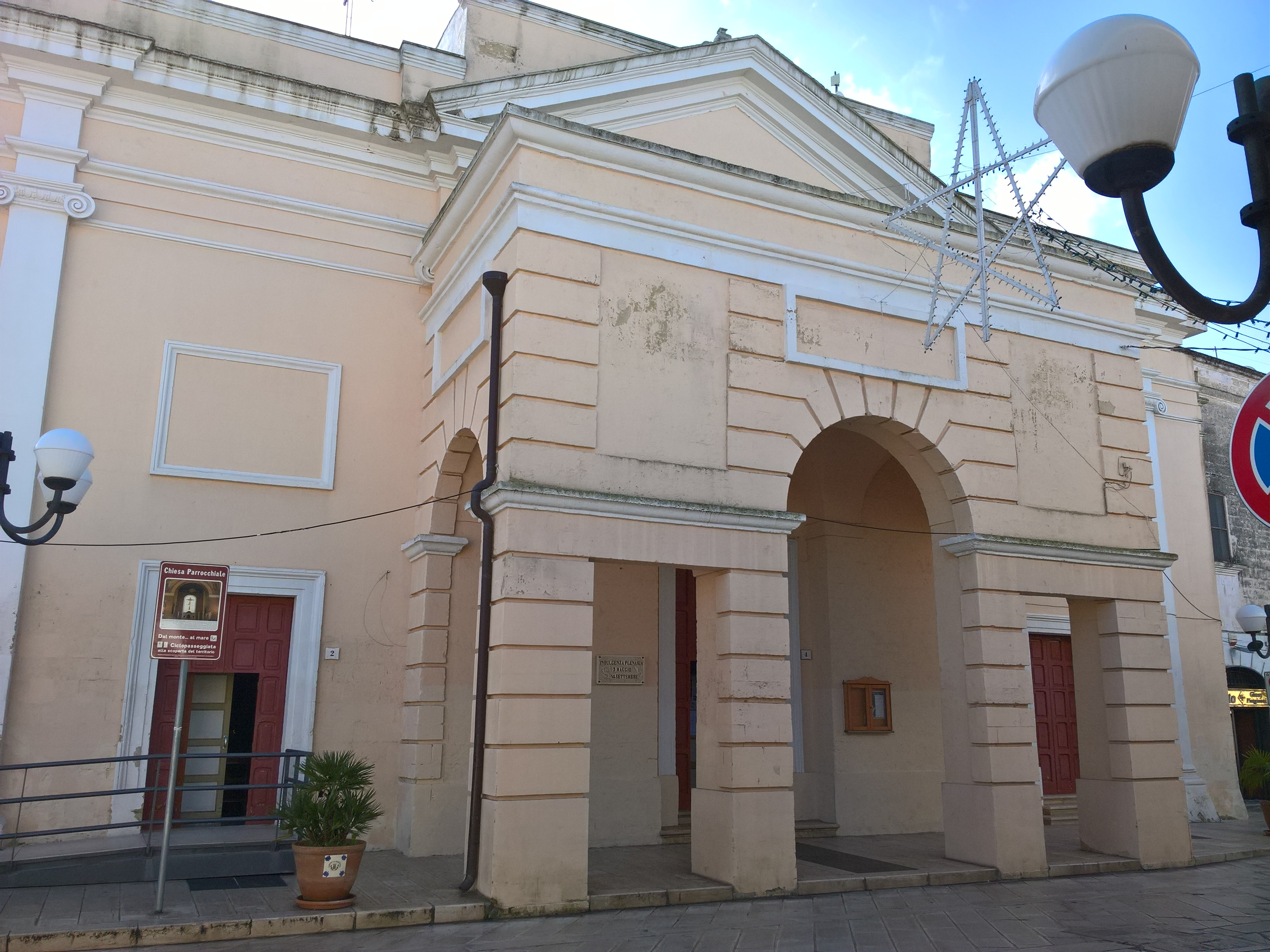
Chiesa San Giovanni Battista

La Chiesa Matrice, sede dell'unica parrocchia di Monteiasi, è intitolata a san Giovanni Battista ed è santuario del Santissimo Crocifisso. 
La prima costruzione risale alla fine del XVI secolo, mentre l'ampliamento si verifica fra XVIII e XIX secolo. Degne di nota sono le tre statue del crocefisso: la statua lignea del 1612, posta in una nicchia sull'altare centrale; le due raffigurazioni in cartapesta del XVIII secolo, portate in processione per le vie della cittadina il 3 maggio (Invenzione della Croce, festività nota come lu Crucifissu piccinno) e il 14 settembre (Esaltazione della Santa Croce, antica solennità nota come lu Crucifissu granne). Ulteriori elementi di pregio sono una raffigurazione in legno della Vergine Immacolata risalente al Seicento e una statua in cartapesta di san Giovanni Battista, risalente al Settecento.
Nella navata destra un cartiglio commemorativo ricorda il dono di un'effigie lignea del Crocifisso da parte di una missione di Gesuiti nel 1616, condotta da padre Giulio Pignatari.
L'oratorio della Congregazione del Santissimo Sacramento e Rosario, sito in via Lotta, custodisce al di sopra del portone d'ingresso un organo a canne del XVIII secolo.

### Siti archeologici
Nel 1891 in una tenuta in contrada San Nicola sono state scoperte ottanta tombe con opulenti materiali funerari di matrice greca. Simili scoperte sono state riscontrate nel 1900 in contrada Le Grottelle e in contrada Aiella. Il materiale raccolto è detenuto presso la Sovrintendenza Archeologica di Taranto. Molto probabilmente le tombe costituivano le propaggini settentrionali della vasta necropoli della Taranto preromana.

### Necropoli
Nel marzo del 2006 è stata rinvenuta una piccola necropoli risalente al IV-III secolo a.C. circa. La scoperta è avvenuta a seguito dello spostamento di una condotta idrica durante i lavori relativi all'ampliamento del Cimitero. Sita su un declivio prospiciente la riva sinistra del canale "Corte Simone", è costituita da 13 fosse rettangolari orientate S-N ricoperte da due lastroni di pietra tufacea a doppio spiovente con dente d'incastro, due sono rivestite ai lati e in testa con lastroni di pietra. All'interno delle fosse, le deposizioni presentavano reperti riconducibili alla cremazione verosimilmente praticata in periodi differenti dalla tumulazione. Il corredo funebre, risalente in età magnogreca, è costituito da tre vasi in ceramica, due figure rosse di pregevole fattura, orecchini in bronzo, due anelli di cui uno d'argento e l'altro di ferro. Gli scavi hanno portato alla luce otto tombe di adulti e due feti, attualmente conservati presso il Museo archeologico di Taranto.

## Società

### Evoluzione demografica
Abitanti censiti

### Lingue e dialetti
Contrariamente a quanto si possa presumere, tenendo conto della distanza che la separa da Taranto, il dialetto "muntianese" si ravvisa squisitamente quale variante del dialetto salentino, nello specifico della sua declinazione brindisina, radicato nei comuni a sud-est della provincia jonica.
Benché numerose locuzioni ed espressioni idiomatiche traggano origine dal dialetto tarantino, che, pur fregiando una storia millenaria di egemonia culturale nell'area jonica, non è mai riuscito ad imporre la sua influenza linguistica oltre i confini urbani della città e dei suoi quartieri.
Le ragioni di tale peculiarità sono da ricondurre ad eventi storici: anzitutto, la secolare appartenenza del casale di Monteiasi alla Diocesi di Oria, dunque al comprensorio della Terra d’Otranto, nonché alla sua collocazione geografica, al margine settentrionale della Penisola Salentina.
A causa delle molteplici dominazioni straniere che Monteiasi ha subito nel corso dei secoli, non è raro imbattersi in vocaboli di origine greca (riconducibili alla colonizzazione della Magna Grecia nei secoli VII-VI a.C.), spagnola (nell’epoca borbonica del Regno delle Due Sicilie), francesi (sotto l’amministrazione napoleonica di Giuseppe Bonaparte). 
Nonostante nei secoli scorsi Monteiasi avesse accolto sul proprio territorio schiere di migranti albanesi - al pari dei paesi limitrofi, fatta eccezione per San Marzano di San Giuseppe - il vernacolo locale non conserva alcuna traccia della lingua arbëreshe. Tuttavia, l’eco di quelle migrazioni perdura nei patronimici tuttora diffusi nel paese.
Una preghiera composta in dialetto monteiasino è intitolata "Verbu ti Dio", la cui genesi si colloca, verosimilmente, alla prima metà del XIX secolo, e che, a causa dell'analfabetismo (molto frequente in quell'epoca), si è tramandata oralmente di generazione in generazione. Lo scopo precipuo era salvifico, poiché si riteneva che la sua recitazione mnemonica potesse garantire la salvezza eterna nel giorno del giudizio.

## Cultura

### Istruzione
Nei primi decenni del Novecento e fino al 1958, le lezioni scolastiche si svolgevano nelle cosiddette "aule sparse", strutture di proprietà del Comune o in locazione da privati, spesso cittadini benestanti. Queste aule erano situate in varie vie del paese e si componevano di una sola stanza, scarsamente illuminata, priva di riscaldamento e di adeguati servizi igienici. In talune di esse, era presente un'unica apertura verso l'esterno, realizzata da una porta d'ingresso o da una sola finestra. 
Nel 1939, venne affidato all'ing. Marturano l'incarico di redigere un progetto per la costruzione di un edificio scolastico nel comune di Monteiasi. I lavori di costruzione, previsti nel contratto di appalto, ebbero inizio nel 1957, mentre il collaudo dell'edificio fu eseguito nell'anno 1961. Purtroppo, l'ing. Marturano non poté presenziare, poiché deceduto qualche anno prima. Nel medesimo anno presero avvio i progetti per la realizzazione della scuola media e il Campo Sportivo "A. Danucci".
La Biblioteca Popolare, fondata il 3 gennaio 1974, è amministrata dall'associazione di promozione sociale locale, (il "Gruppo Anonimo '74"), il quale custodisce un patrimonio di circa 5000 volumi e opuscoli, 2 giornali e 10 periodici.
Ogni anno, l'associazione offre ai cittadini l'opportunità di partecipare a iniziative culturali e formative, quali il corso di disegno e lettura. Il responsabile del Gruppo Anonimo '74 è il sig. Aldo Galeano, per anni insegnante presso la scuola primaria "G. Pascoli" del paese.
Nel 2011, a seguito della dipartita del sacerdote monteiasino Antonio Nigro, la Biblioteca Popolare ricevette in donazione una consistente parte del suo patrimonio librario, successivamente arricchito dalla donazione del poeta tarantino Angelo Lippo. Quest'ultimo, prima di passare a miglior vita, decise di lasciare in eredità le proprie opere in memoria della madre, originaria di Monteiasi.
Il Museo Etnografico raccoglie un ricco repertorio documentale che testimonia la vita e le tradizioni della comunità di Monteiasi dei secoli XIX e XX, offrendo uno spaccato importante della storia sociale e culturale del paese.

### Taranta
Ogni anno in piazza Maria Immacolata ha luogo una danza folcloristica di ancestrale memoria: la taranta, particolarmente gradita dal pubblico senile locale.
Tale espressione coreutica permane tuttora viva nel tessuto sociale del paese sostenuta dall'intento collettivo volto a preservare questa tradizione che affonda le proprie radici centinaia di secoli fa. La pizzica si accompagna a strumenti della tradizione popolare, tra cui spicca il tamburello. La taranta è una danza rituale tipica dell'Italia meridionale, diffusa in particolar modo nell'area salentina, trae origine da un’antica credenza secondo la quale essa avesse il potere di esorcizzare gli effetti del morso della tarantola. Tuttavia, in realtà, il veleno di tale aracnide risulta essere di natura blanda e non letale.
Secondo la credenza popolare, infatti, il tarantismo era un morbo cagionato dal morso della tarantola, ossia un piccolo ragno che si manifestava soprattutto nei mesi estivi (periodo della mietitura) o più verosimilmente, la puntura di un piccolo scorpione (simbolo anche della provincia di Taranto) anch'esso presente nei campi di grano e nelle stoppie, i quali provocavano uno stato di malessere generale simile all'epilessia, quali dolori addominali, stato di catalessi, sudorazioni e palpitazioni. 
Il termine "taranta" è - altresì - impiegato quale sinonimo di "pizzica", danza e forma musicale intimamente connesse al fenomeno del tarantismo. In tale contesto la musica, la danza e i cromatismi vibranti costituivano gli elementi essenziali di una vera e propria terapia catartica: l'atto del saltare, unitamente alla copiosa sudorazione che ne derivava, erano considerati una toccasana. Secondo alcune interpretazioni, il morso del ragno non sarebbe stato che un espediente simbolico, un pretesto attraverso cui sublimare tensioni latenti, traumi irrisolti, conflittualità familiari e travagli interiori. Da ciò germogliò la credenza popolare secondo cui la danza avrebbe posseduto virtù taumaturgiche, capaci di sanare l’anima afflitta dalla malatia.

### Eventi
Gli eventi religiosi organizzati a Monteiasi sono: la via Crucis vivente e le due feste in onore del patrono, ossia il Santissimo Crocefisso e il Crocifisso Grande. Il giorno della prima ricorrenza citata è il 3 maggio e si ricorda l'antica solennità del ritrovamento della Croce ad opera di sant'Elena (festività ormai soppressa nella Chiesa cattolica, ma rimasta a Monteiasi per tradizione). La seconda festività avviene il 14 settembre (esaltazione della Croce) ed è celebrata in tono maggiore e più solenne. La devozione popolare è legata all'adorazione di una scheggia del legno della Vera Croce, che fino al XVIII secolo era oggetto di adorazione tutti i venerdì di marzo.
Le "Tavolate di San Giuseppe " (le cc.dd. mattre, dall'albanese "tavole dei poveri") si svolgono in occasione della festa del Santo, il 19 marzo. Durante la processione vengono benedette le tavole imbandite dai fedeli con pane, zeppole e mafalde (conosciute localmente come la "pasta di san Giuseppe") con le cozze, in passato donate agli indigenti. La sera si fa ardere la legna raccolta alcuni giorni prima per le vie del paese.
Nel mese di agosto l'Ordine francescano secolare organizza il "Palio delle cinque contrade", una competizione folkloristica in cui si sfidano i componenti di tutte le età delle cc.dd. "cinque contrade di Monteiasi": Burio (centro storico), Barco Taverna, Fattizzone, Montemarino, Croce Vecchia. Tiro alla fune, albero della cuccagna e corsa nei sacchi sono solo alcuni dei giochi che vengono svolti nel corso delle serate.
Il Venerdì Santo la processione dei Misteri vede protagonista la confraternita del Santissimo Sacramento e Rosario. Come avviene a Taranto, la processione ha inizio a seguito del suono della "trenula" o "troccola", asse decorata di legno con maniglie di ferro che ricorda le ossa sbattute, per richiamare alla memoria la sofferenza di Cristo.
Figura di spicco dell'evento sono "li perdùne", ovvero coppie di Confratelli del Carmine. Questi sono scalzi e vestiti con un camice bianco stretto in vita e sui polsi, un rosario nero appeso in vita e un crocifisso, pendenti sulla destra del camice. La mazza che portano simboleggia l'antico bastone del pellegrinaggio, in ricordo dei pellegrini che erano diretti verso Roma.
Durante la festività del Corpus Domini a Monteiasi si presta attenzione alla cura degli "altarini" che si allestiscono per le strade. Nella presente occasione le famiglie cooperano con il vicinato al fine di assicurare il massimo risultato estetico unito alla conformità religiosa degli slogan e delle scritte. Intere strade della parte più antica del paese vengono "apparecchiate" e predisposte al passaggio della divinità transustanziata. Nell'arco dell'anno rappresenta la giornata in cui maggiormente corrispondono fede e partecipazione popolare nella maniera più autentica e genuina, lungi dalle vistosità estemporanee.

## Economia
L'agricoltura è imperniata sulla viticoltura e l'olivicoltura. Tra le cultivar di olivo che prosperano nel suo fertile suolo, vanno menzionate l'Ogliarola Salentina, la Leccina, la Paranzana, la Cima di Melfi, la Coratina, la Carolea, nonché la Cellina di Nardò (meglio nota come 'nchiasta per il suo spiccato effetto tintore e impiegata nella preparazione di focacce ripiene alle olive). Per quanto concerne la viticoltura, il territorio vanta il Merlot, il Negroamaro, il Primitivo, il Susumaniello e il Minutolo, viti di grande pregio e dal sapore inconfondibile.
Anche la zootecnia, soprattutto attraverso l'allevamento di ovini e caprini, riveste un ruolo significativo nell'economia locale. Non è una casualità, infatti, la presenza di masserie nelle campagne intorno al paese.
Nel XIX e il XX secolo, Monteiasi, allora parte della Terra d'Otranto, era il cuore pulsante della produzione della calce e dei mattoni in pietra, difatti, per molti decenni, aveva avuto un notevole sviluppo economico, guadagnandogli l'appellativo di "paese delle fornaci".
Tuttavia, a partire dagli Sessanta, l'avvento della grande industria Ilva nella vicina Taranto, alterò progressivamente l'economia del paese, diventando, così, come la grande maggioranza dei Comuni della provincia jonica, area a vocazione industriale. Nonostante la costruzione del più grande polo siderurgico d'Europa, il paese resta legato alla sua identità rurale, grazie soprattutto alla presenza di paesaggi suggestivi ed ameni costellati di imponenti alberi d'ulivo e terreni fertili, che offrono le condizioni pedoclimatiche ideali per le coltivazione frutticole, come fichi, fichi d'India, mandorle, carrubi, agrumi, uva da tavola e altri frutti prelibati.
Nel 2006, l'ampliamento dello stabilimento Alenia a Grottaglie ha contribuito a diversificare lo sviluppo economico e a incentivare l'edilizia.
Il terziario vanta una rete commerciale che, sebbene modesta, è sufficiente a soddisfare le esigenze primarie della comunità, supportata da un insieme di servizi, tra cui quello bancario. 
Recentemente l'attuale sindaco Ciura ha istituito un asilo nido, mentre non si registrano case di riposo o case di accoglienza per anziani. 
L'emittente radiotelevisiva locale è RADIO MONTEIASI COOP.A.R.L. 
Le strutture ricettive locali offrono possibilità di ristorazione, ma non di soggiorno. Sul piano sanitario è garantito il servizio farmaceutico, mentre il nosocomio più vicino è il "San Marco" di Grottaglie. La stazione dei Carabinieri più vicina si trova anch'essa nel paese delle ceramiche.

## Infrastrutture e trasporti
Monteiasi sorge a breve distanza dalla strada statale 7 Via Appia nel tratto fra Taranto e Brindisi, ed è anche servita da un reticolo di strade provinciali che la connettono a Carosino (SP81), Grottaglie (SP83), Montemesola (SP80), San Giorgio Jonico (SP82) e al quartiere Paolo VI di Taranto (SP21).
La stazione ferroviaria di Monteiasi-Montemesola è ubicata lungo la ferrovia Taranto-Brindisi a 4 km dal centro abitato. Ad 1,5 km dal centro sorge l'aeroporto di Taranto-Grottaglie "Marcello Arlotta", di uso cargo e militare. A soli 33 km dal casello di Massafra, che immette sull'autostrada A14 Bologna-Taranto, può essere raggiunta anche percorrendo la strada statale n. 7 via Appia, il cui tracciato si snoda ad appena 2 km. Il porto mercantile, turistico e militare si trova a 18 km.

### Trasporti pubblici
Il territorio è servito dai trasporti pubblici su bus della società CTP di Taranto.

## Amministrazione

### Le "città del Santissimo Crocefisso"
A partire dal 2011, allo scopo di implementare gli scambi culturali e promozionali con le città e i territori legati al culto della "Vera Croce", il Comune di Monteiasi ha promosso la costituzione di un'associazione delle città del Santissimo Crocifisso insieme ai comuni di Gravina in Puglia (comune capofila), San Giorgio Jonico, Marcianise, Brienza, Monteroni di Lecce, Rutigliano, Trani, Palo del Colle, Galtellì, Torchiarolo, Arnesano, Galatone. L'accordo prevede la comune promozione delle tradizioni popolari per sviluppare le sentite peculiarità storiche, religiose e culturali.

### Unione dei comuni di Montedoro
Nel settembre 2002 il Comune di Monteiasi ha dato vita all'Unione dei comuni "Montedoro", di concerto alle amministrazioni di Carosino, Faggiano, Montemesola, Monteparano, Roccaforzata, San Giorgio Jonico e San Marzano di San Giuseppe. 
L'Unione è volta alla partecipazione a bandi di finanziamento regionali e alla disposizione di servizi collettivi, incentivando le relazioni e gli scambi d'opinione fra gli enti territoriali coinvolti, espressione dell'area orientale della provincia jonica. La prospettiva di lavoro è quella della cosiddetta "città Montedoro", per un progetto comune di sviluppo che tenga conto delle peculiarità dei territori.

### Sindaci
| Periodo | Periodo   | Primo cittadino            | Partito                           | Carica            | Note   |
| ------- | --------- | -------------------------- | --------------------------------- | ----------------- | ------ |
| 1886    | 1903      | Sergio Cosimo              |                                   | Comm. pref.       |        |
| 1903    | 1904      | Domenico Beisso            |                                   | Comm. pref.       |        |
| 1904    | 1907      | Domenico Pilolli           |                                   | Sindaco           |        |
| 1907    | 1907      | Giovanni Vento             |                                   | Comm. pref.       |        |
| 1907    | 1926      | Michele Prete              |                                   | Sindaco           |        |
| 1926    | 1929      | Giuseppe Lotta             |                                   | Podestà           |        |
| 1929    | 1929      | Pietro Manigrasso          |                                   | Comm. pref.       |        |
| 1929    | 1929      | Michele Prete              |                                   | Comm. pref.       |        |
| 1929    | 1938      | Michele Prete              |                                   | Podestà           |        |
| 1938    | 1941      | Pietro Lombardi            |                                   | Podestà           |        |
| 1941    | 1942      | Domenico Corrente - Sergio |                                   | Comm. pref.       |        |
| 1942    | 1942      | Ubaldo Ridola              |                                   | Comm. pref.       |        |
| 1942    | 1943      | Cosimo Nigro               |                                   | Comm. pref.       |        |
| 1943    | 1943      | Attilio Cavallo            |                                   | Comm. pref.       |        |
| 1943    | 1944      | Giuseppe Strusi            |                                   | Comm. pref.       |        |
| 1944    | 1944      | Carlo Santucci             |                                   | Comm. pref.       |        |
| 1944    | 1944      | Antonio Liuzzi             |                                   | Comm. pref.       |        |
| 1944    | 1945      | Antonio Liuzzi             | Comitato di Liberazione Nazionale | Sindaco           |        |
| 1945    | 1946      | Luigi Salvatore            |                                   | Comm. pref.       |        |
| 1946    | 1950      | Antonio Liuzzi             |                                   | Sindaco           |        |
| 1950    | 1951      | Angelo Lombardi            |                                   | Comm. pref.       |        |
| 1951    | 1956      | Angelo Lombardi            |                                   | Sindaco           |        |
| 1956    | 1958      | Ciro Caiazzo               |                                   | Sindaco           |        |
| 1958    | 1958      | Giovanni Fedele            |                                   | Assessore anziano |        |
| 1958    | 1966      | Pietro Carillo             |                                   | Sindaco           |        |
| 1966    | 1973      | Cosimo Ladogana            |                                   | Sindaco           |        |
| 1973    | 1974      | Giovanni Quaranta          |                                   | Sindaco           |        |
| 1974    | 1978      | Cosimo Marinelli           |                                   | Sindaco           |        |
| 1978    | 1981      | Salvatore Bucci            |                                   | Sindaco           |        |
| 1981    | 1988      | Benemerito Baldari         |                                   | Sindaco           |        |
| 1988    | 1990      | Angelo Vincenzo Gregucci   |                                   | Sindaco           |        |
| 1990    | 1993      | Vito Spagnulo              |                                   | Sindaco           |        |
| 1993    | 1997      | Angelo Vincenzo Gregucci   |                                   | Sindaco           | [ 9 ]  |
| 1997    | 2001      | Pasquale Antonio Marinelli |                                   | Sindaco           | [ 9 ]  |
| 2001    | 2006      | Benemerito Baldari         |                                   | Sindaco           | [ 9 ]  |
| 2006    | 2009      | Anna Rita Leone            |                                   | Sindaco           | [ 9 ]  |
| 2009    | 2010      | Daniela Buccoliero         |                                   | Comm. pref.       | [ 9 ]  |
| 2010    | 2015      | Salvatore Prete            |                                   | Sindaco           | [ 9 ]  |
| 2015    | 2017      | Panunzio Grottoli          |                                   | Sindaco           | [ 10 ] |
| 2018    | in carica | Cosimo Ciura               |                                   | Sindaco           | [ 11 ] |

## Sport
La locale formazione calcistica è stata:
- A.c.d.Valentino Mazzola Monteiasi; anni 2000-2008 (campionati Regionali, promozione Pugliese, 1ª Categoria Pugliese).
- F.c.d. Mariano Gioielli Monteiasi; anni 2009-2013 (2ª Categoria Pugliese girone Salentino, 3ª Categoria provinciale Tarantina).
- A.S.D. Monteiasi; anni 2008-2023 (campionato nazionale Italiano ASI).

Attualmente la formazione locale di calcio è l'AC Monteiasi, che milita nella Terza Categoria del campionato pugliese.
L'unico monteiasino ad aver esordito in Serie A è Antonio Arcadio.
Negli anni '70 lo stadio comunale è stato terreno di gioco anche delle compagini di rugby del capoluogo, Amatori Rugby Taranto e Taranto FC.